# Заместител на захарта
Заместителят на захарта е хранителна добавка, която има сладък вкус, но има по-малко енергия от захарозата. Някои заместители на захарта са естествени, а други изкуствени и се наричат изкуствени подсладители.

## Изкуствени подсладители
Изкуственият подсладител е химическа хранителна добавка с много ниска хранителна стойност, която се използва за подслаждане на храна като заместител на захарта и се произвежда синтетично.
Сред първите изкуствени подсладители е захаринът, чиято сладост е 300 пъти по-висока от захарозата и чието евтино производство е открито през 1879 г. от химик на име Константин Фалберг, който работи с каменовъглен катран.
Има противоречия относно въздействието на изкуствените подсладители върху здравето. През 70-те години на миналия век проучванията върху лабораторни мишки показват, че някои от синтетичните подсладители могат да причинят рак във високи дози, но тяхната надеждност сега е под въпрос.

## Естествени заместители
Има естествени заместители, които се извличат от растенията.